# Abdoulaye Boukari Ousmane
Abdoulaye Boukari Ousmane (* 20. März 1992 in Agadez) ist ein nigrischer Fußballnationalspieler.

## Karriere
Ousmane startete seine Karriere mit dem AS Société Nigérienne d’Électricité. Nachdem er diverse Jugendteams und die Seniorenmannschaft von Nigelec durchlaufen hatte, wechselte er im Frühjahr 2009 zum Erstligisten AS Police Niamey. Nach nur einem Jahr verließ er Police und wechselte zum Vize-Meister Sahel SC. Dort entwickelte er sich zum Leistungsträger und unterschrieb im April 2010 an der Elfenbeinküste für AS Denguélé. Am 3. Mai 2010 gab er sein Debüt in der Ligue 1 bei Denguele gegen ASEC Mimosas.

### International
2009 vertrat er sein Heimatland beim CAN U-17 in Algerien und kurze Zeit später die U-23 beim UEMOA Tournament in Benin. Ousmane gehört seit 2011 zum Kader für die Nigrische Fußballnationalmannschaft. Im gleichen Jahr nahm erneut für die U-23 nahm am UEMOA Tournament teil und spielte das Endturnier Dakar.